# Aphis pleurospermi
Aphis pleurospermi är en insektsart som beskrevs av Pashtshenko 1993. Aphis pleurospermi ingår i släktet Aphis och familjen långrörsbladlöss. Inga underarter finns listade i Catalogue of Life.